# Kanger-Ghati-Nationalpark

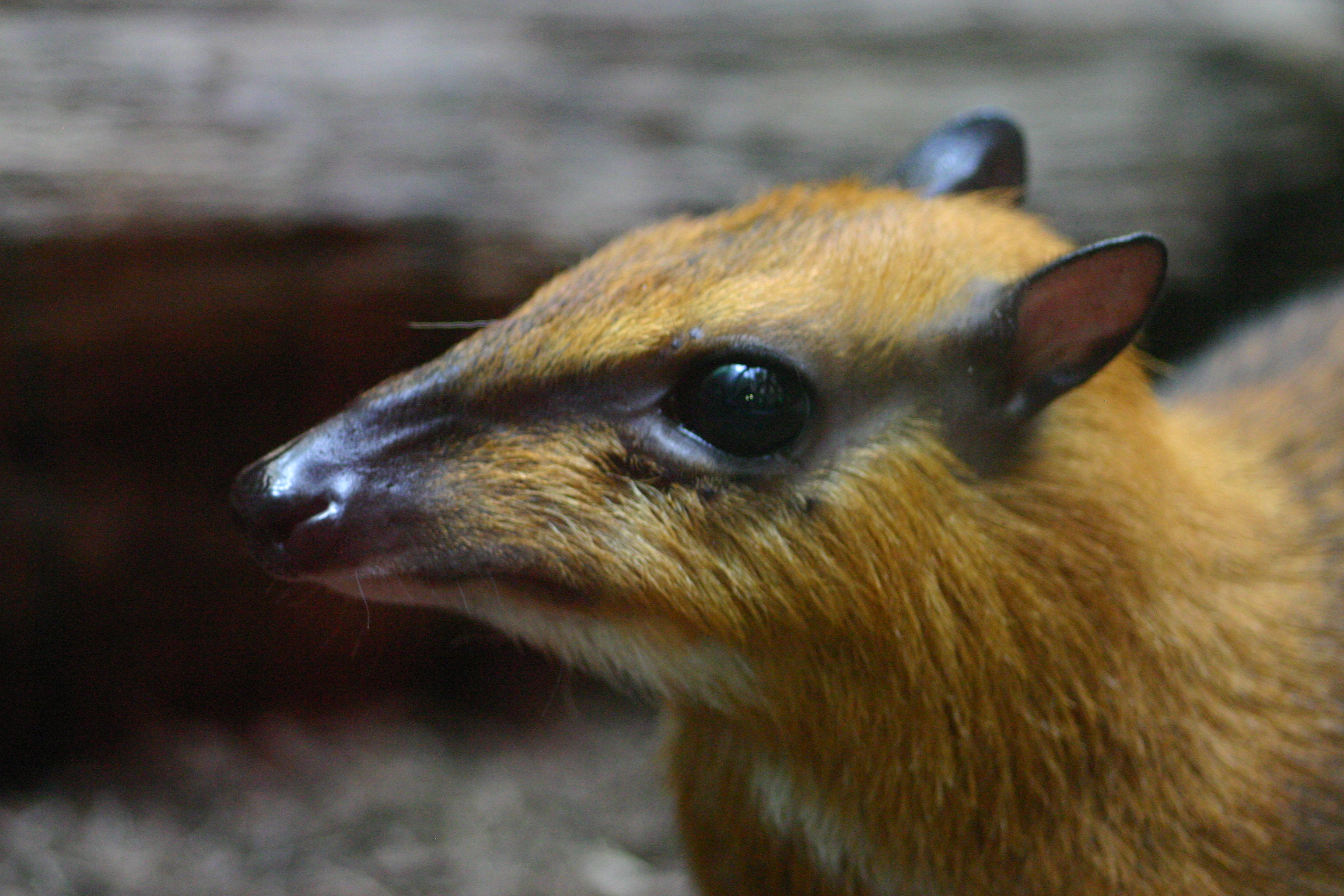
Eine Rarität im Kanger Ghati: das Großkantschil

Der Kanger-Ghati-Nationalpark (Hindi कांगेर घाटी राष्ट्रीय उद्यान IAST Kāṃgera ghāṭī rāṣṭrīya udyāna) ist ein Nationalpark im indischen Bundesstaat Chhattisgarh. Er liegt 27 Kilometer südöstlich von Jagdalpur am Kholaba-Fluss im Distrikt Bastar und hat eine Fläche von 200 km².
Der Kanger-Ghati-Nationalpark wurde am 22. Juli 1982 gegründet. Der Name leitet sich vom Kanger-Fluss ab, der den Park vom Nordwesten in Richtung Südosten durchfließt. Kanger Ghati heißt dementsprechend Kanger-Tal. Der Park erstreckt sich vom Tirathgarh-Wasserfall bis zum Fluss Kolab an der Grenze zum benachbarten Bundesstaat Odisha über eine Länge von 36 Kilometern mit einer durchschnittlichen Breite von 6 Kilometern.
Tiere, die man in diesem Gebiet antreffen kann, sind das seltene Großkantschil (Hirschferkel), das Bankivahuhn sowie Bengalische Tiger und Indische Leoparden. Bhaimsa Dharha heißt der Krokodilpark im Kanger Ghati.
Neben einer breitgefächerten Flora und Fauna hat der Nationalpark viele weitere Sehenswürdigkeiten. Dazu zählen die Höhlen Kutamsar, Kailash sowie Dandak und der Tiratgarh-Wasserfall.